# Nicea (filla d'Antípatre)
Nicea (grec antic: Νικαία, llatí: Nicaea) fou filla d'Antípatre.
El seu pare la va enviar a Àsia per casar-se amb Perdicas d'Orèstia (323 aC), en un moment en què Antípatre volia seguir mantenint relacions d'amistat amb el regent. Perdicas, encara que ja tenia intencions bèl·liques contra Antípatre, s'hi va casar, però al cap de poc, per consell d'Èumenes de Càrdia, se'n va divorciar i va determinar casar-se amb Cleòpatra, germana d'Alexandre el Gran. Aquesta decisió, que va prendre immediatament abans del seu viatge a Egipte, va portar a la ruptura amb Antípatre, segons Flavi Arrià i Diodor de Sicília.
Després d'un temps en què no se'n sap res d'ella sembla que es va casar amb Lisímac, rei de Tràcia. Lisímac va posar el nom de la seva dona a la ciutat de Nicea a la vora del llac Ascània a Bitínia, segons diuen Estrabó i Esteve de Bizanci.